# Caudron C.270
Il Caudron C.270 Luciole e le sue sottoversioni derivate furono aerei da turismo sportivo monomotori, biposto e biplani, sviluppati dall'azienda aeronautica francese Société des avions Caudron nei primi anni trenta.
Adatta anche a svolgere il ruolo di aereo da addestramento, la serie venne commercializzata in numerose sottoversioni, delle quali la C.275 fu la maggiormente prodotta, essenzialmente caratterizzate dalla diversa scelta del propulsore; benché sviluppato per il mercato dell'aviazione civile da diporto l'aereo fu impiegato anche in ambito militare sia in Francia che nella Spagna repubblicana nell'ambito della guerra civile spagnola.
Il modello si rivelò di grande successo commerciale, venendo costruito in 725 esemplari tra gli anni trenta e l'inizio della seconda guerra mondiale.

## Storia del progetto

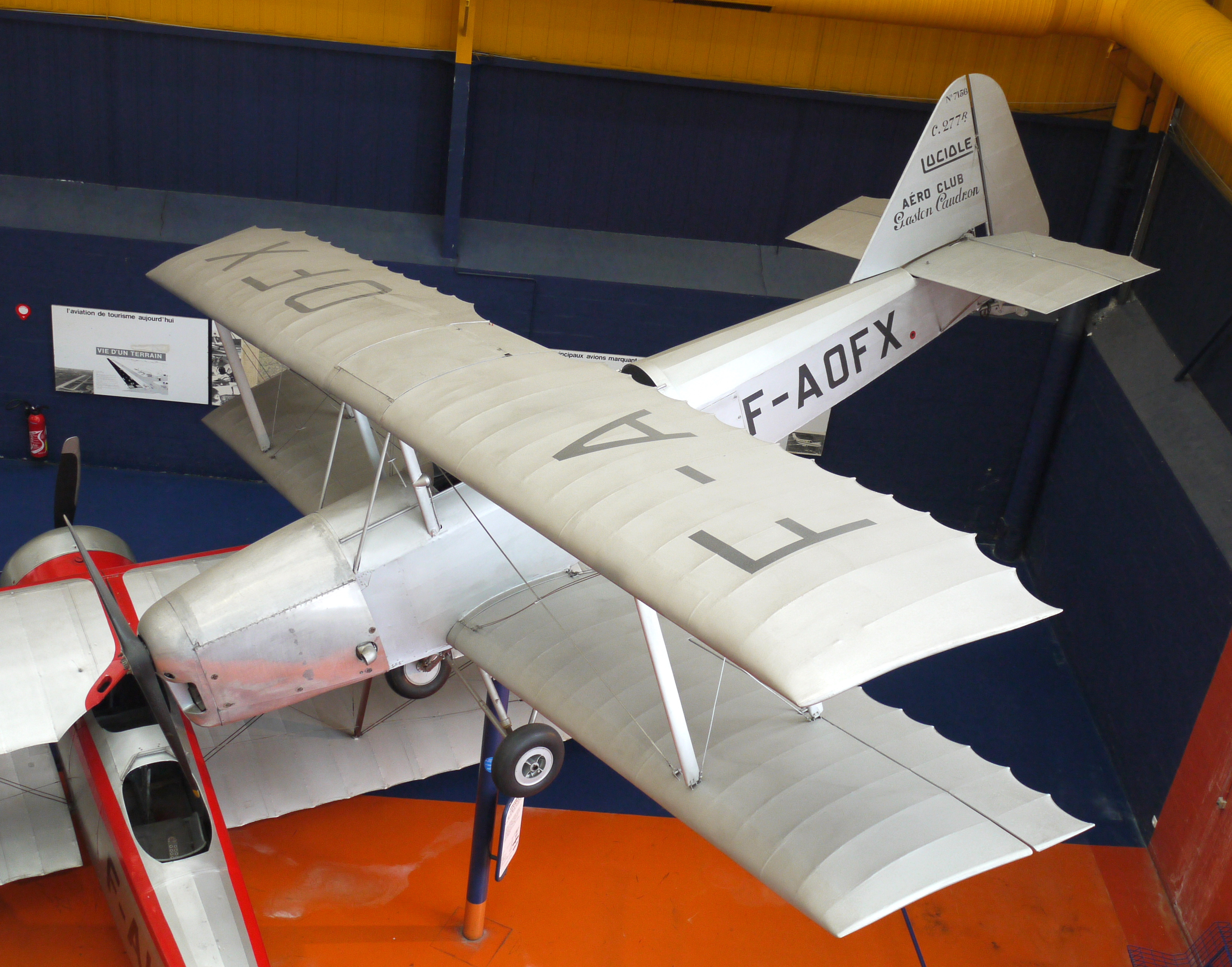
Un esemplare di C 270 Luciole conservato presso il Musée de l'air et de l'espace di Parigi-Le Bourget.

Intorno al 1930 il governo francese emise un concorso per la fornitura di un nuovo modello di aereo civile da destinare agli aeroclub sparsi nel paese come velivoli da diporto e addestramento, invitando le aziende nazionali a sviluppare un modello adatto allo scopo.
L'ufficio tecnico della Caudron, diretto dall'ingegnere Paul Deville, disegnò un velivolo dall'impostazione convenzionale, un biplano biposto ad abitacoli aperti e carrello fisso, in grado di essere equipaggiato con una serie di motorizzazioni leggere dalla diversa architettura del motore radiale o in linea.
Il prototipo, indicato dall'azienda come C.270 e battezzato Luciole, nome che verrà in seguito adottato da tutte le versioni della gamma, venne realizzato nel corso del 1931 e portato in volo per la prima volta nell'ottobre di quell'anno dal pilota collaudatore e pluriprimatista Maurice Finat.

## Tecnica

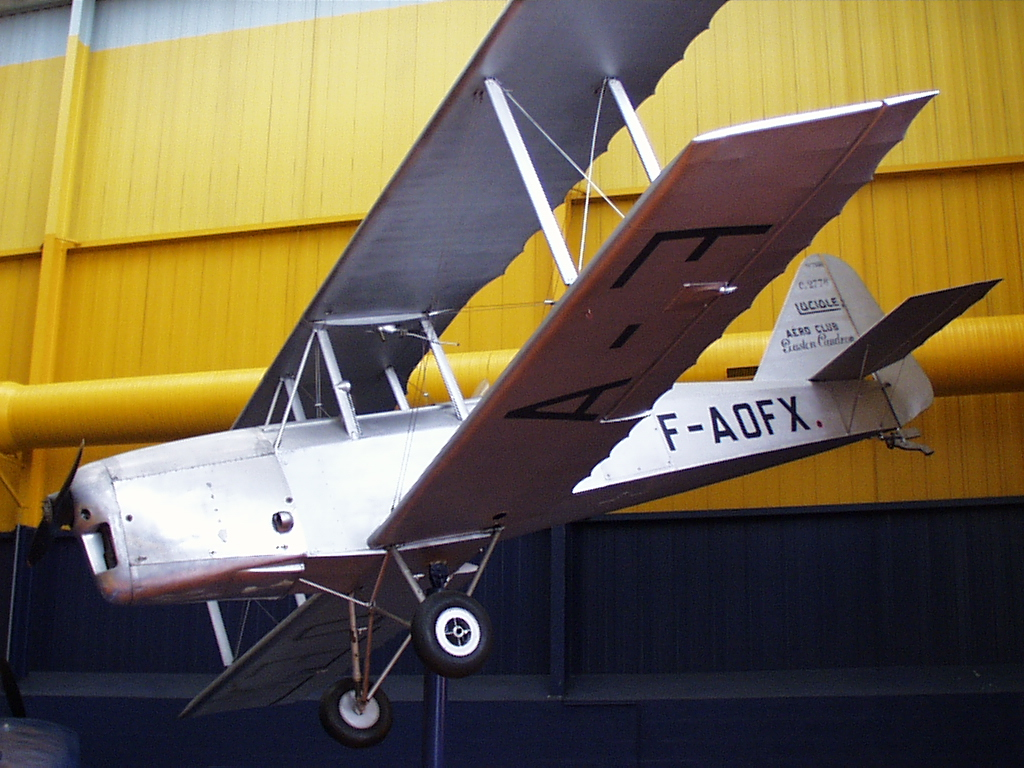
L'esemplare di C 270 Luciole (F-AOFX) esposto presso il Musée de l'air et de l'espace di Parigi-Le Bourget.

Il modello presenta caratteristiche tecniche e costruttive comuni a tutte le sottoversioni, un'impostazione per l'epoca classica, monomotore a configurazione traente, biplano e carrello fisso.
La fusoliera, ricoperta in tela trattata a differenza del C.230 da cui derivava, in legno, integra i due abitacoli aperti posizionati in tandem, l'anteriore destinato al pilota (o l'allievo) ed il posteriore al passeggero (o istruttore). Posteriormente termina in un impennaggio classico monoderiva con superfici di controllo migliorate rispetto al C.230.
La velatura è del tipo biplana, con piani alari a scalamento neutro e dalla medesima apertura, collegati tra loro da una sola coppia di montanti interalari per lato, struttura ulteriormente irrobustita da tiranti in cavetto d'acciaio. Le ali, realizzate in tre pezzi, con i due esterni incernierati per essere ripiegabili all'indietro per agevolare le operazioni di hangaraggio, presentavano un meccanismo semplificato rispetto al C.230.
Il carrello d'atterraggio era un semplice biciclo anteriore a struttura tubolare ammortizzata, con ruote scoperte che in qualche versione erano dotate di freni per agevolare l'arresto del velivolo dopo l'atterraggio, integrato posteriormente da un lungo pattino d'appoggio posizionato sotto la coda.
La propulsione era affidata ad un singolo motore aeronautico posto sul naso del velivolo, nelle versioni equipaggiate con motore radiale privo di ogni copertura e racchiuso da una cofanatura metallica nelle versioni con motore in linea.

## Impiego operativo

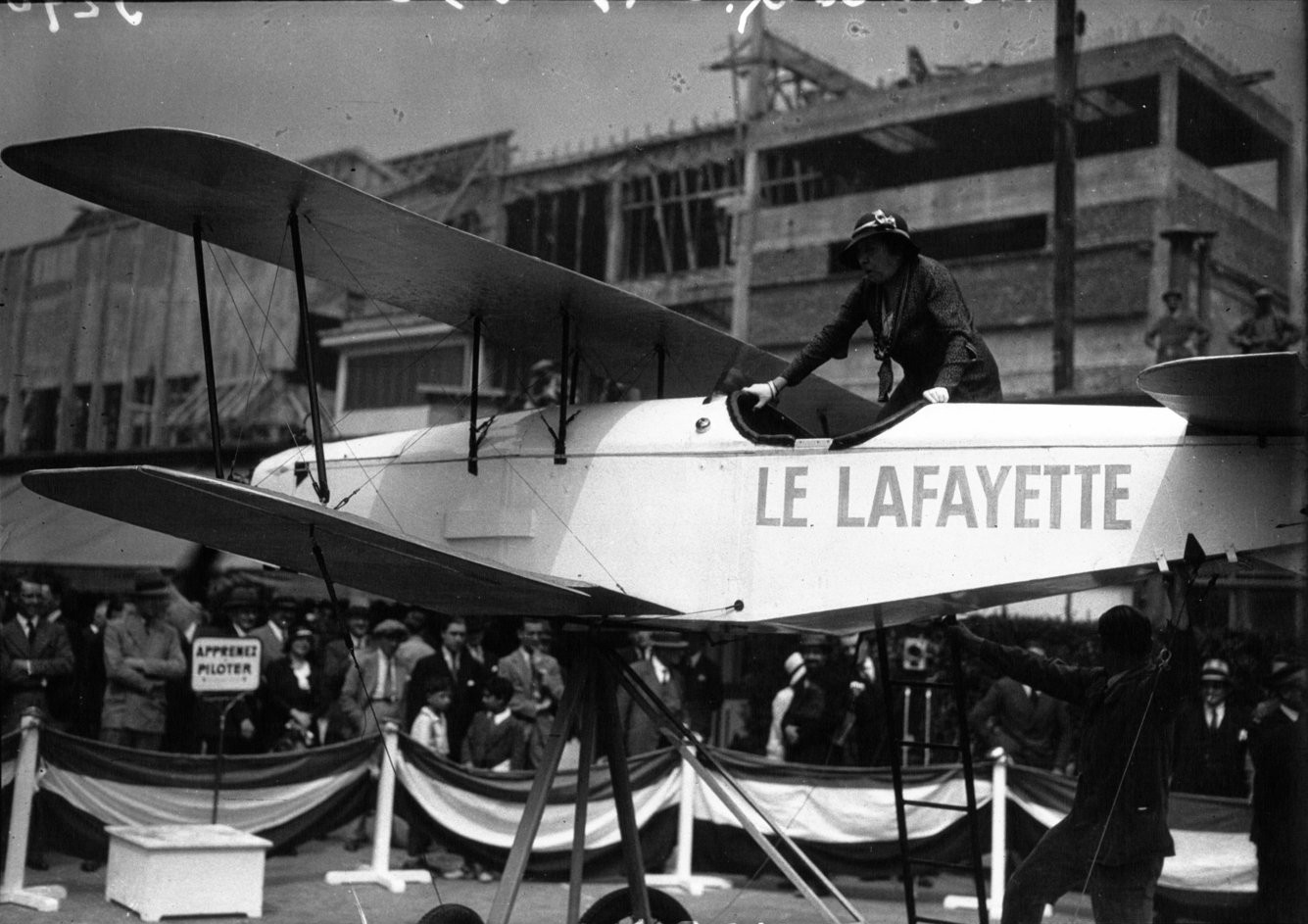
Un esemplare di Luciole impiegato come velivolo promozionale presso le Galeries Lafayette Haussmann di Parigi nel 1932.

Il governo francese stipulò contratti di fornitura per 296 esemplari della versione C.275 da destinare al programma di istruzione dei futuri piloti promosso dal Fronte Popolare, indicato come Sections d'Aviation Populaire (SAP). Questi velivoli furono impiegati presso le scuole di volo della Caudron a Royan, Ambérieu e Guyancourt. Gli esemplari vennero inoltre presi in carico dall'Armée de l'air, l'aeronautica militare francese, nelle proprie scuole di volo, e dopo lo scoppio della seconda guerra mondiale anche molti degli esemplari civili esistenti vennero requisiti per essere impiegati come aerei da collegamento. Dopo la fine della guerra parecchi degli esemplari esistenti furono convertiti in rimorchiatori per alianti ed assegnati all'École de l'Air presso la base aerea di Salon-de-Provence.

### Spagna
Alcuni esemplari vennero acquistati dal governo della Seconda repubblica spagnola, utilizzati anch'essi come addestratori nelle scuole di volo delle Fuerzas Aéreas de la República Española (FARE). Allo scoppio della guerra civile spagnola ne risultavano operativi cinque esemplari, impiegati inizialmente nelle scuole di Reus e Sabadell e poi dislocati a La Ribera ed El Palmar (Murcia).
Al termine del conflitto tre esemplari ancora in condizioni di volo vennero presi in carico dalla nuova forza aerea del paese, l'Ejército del Aire, e assegnati al Grupo 30, rimanendo in servizio fino a quando la loro obsolescenza suggerì di radiarli per offrirli agli aeroclub nazionali.

## Varianti

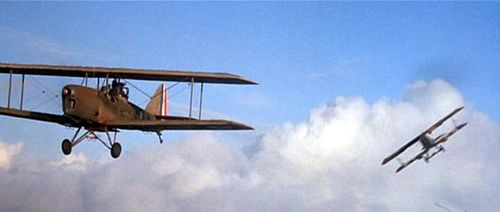
Esemplare di C.276 impiegato durante le riprese del film La caduta delle aquile nella parte di un caccia tedesco Pfalz D.11 della prima guerra mondiale.

- C.270 - prima versione di produzione in serie equipaggiata con un motore radiale Salmson 7Ac, realizzata in 82 esemplari.
  - C.270/1 - versione equipaggiata con radiale Salmson 7Ac2 di tipo migliorato.[1]
- C.271 - versione equipaggiata con motore Lorraine 5Pc da 120 CV azionante un'elica metallica Ratier, realizzata in un solo esemplare (matricola F-AMBA).[1]
  - C.271/2 - versione equipaggiata con motore Lorraine 5Pb.
- C.272 - versione equipaggiata con motore in linea Renault 4Pb da 95 CV, realizzata in 52 esemplari.[1]
  - C.272/2 - versione equipaggiata con motore Renault 4Pci e diverso impennaggio, più alto e appuntito, poi adottato su tutti i modelli costruiti successivamente, realizzata in 22 esemplari.[1]
  - C.272/3 - versione equipaggiata con motore Renault 4Pdi da 120 CV e ruote anteriori del carrello d'atterraggio dotate di freni Messier, realizzata in 15 esemplari.[1]
  - C.272/4 - versione equipaggiata con motore Renault 4Pei da 140 CV e ruote anteriori dotate di freni Messier, realizzata in 21 esemplari. Il compartimento bagagli posto anteriormente alle cabine era stato eliminato.[1]
  - C.272/5 - versione equipaggiata con motore Renault 4Pgi da 100 CV, realizzata in 80 esemplari.[1]
- C.273 - versione equipaggiata con motore Michel 4A-14 da 100 CV azionante un'elica Merville serie 402, realizzata in 14 esemplari.[1]
- C.274 - versione equipaggiata con motore Chaise 4Ba da 135 CV, realizzata per il Salone internazionale dell'aeronautica di Parigi-Le Bourget del 1932, prodotta in un solo esemplare.[1]
- C.275 - versione principale di produzione in serie derivata dal C.272/5 equipaggiata con motore Renault 4Pgi da 100 CV ma dotata di ali non ripiegabili, realizzata in 433 esemplari.[1]
- C.276 - versione equipaggiata con motore de Havilland Gipsy III da 105 CV, freni progettati dalla ditta Charles e impennaggio verticale dei primi tipi prodotti.[1][N 3]
  - C.276H - versione equipaggiata con motore Hirth HM 504A-2 prodotta nel 1956 (2 rimotorizzazioni del C.276).[1]
- C.277 - versione simile al C.272/4 ma dotata di ali non ripiegabili, realizzata in 9 esemplari.[1]
  - C.272R - C.275 rimotorizzato con un Renault 4Po3 dopo il termine del conflitto, una sola conversione realizzata nel 1949.[1]
- C.278 - versione dotata di nuovo carrello e motorizzata con un Salmson 9Nc da 135 CV, realizzata per competere al Challenge International de Tourisme 1932, realizzata in un solo esemplare (numero di gara K-4).[1]

## Utilizzatori
Francia
- Armée de l'air
- Aéronautique navale

 Spagna
- Fuerzas Aéreas de la República Española

 Spagna
- Ejército del Aire

### Annotazioni
1. ↑  Dato comprendente la produzione di tutte le versioni.
2. ↑  L'Aviation Populaire era un organismo che doveva preparare al pilotaggio dei velivoli gli aspiranti piloti sprovvisti dei mezzi finanziari con cui pagare le tariffe degli aeroclub privati.
3. ↑  Un esemplare di C.276 fu impiegato durante le riprese del film La caduta delle aquile nella parte di un caccia tedesco della prima guerra mondiale.

### Fonti
1. 1 2 3 4 5 6 7 8 9 10 11 12 13 14 15 16 17 18 19 20 21 22  Boroli, Boroli 1983, p. 38.
2. ↑  Taylor 1989, p. 240.
3. 1 2 3 4  Ejército del Aire, Caudron C.272.